# Adelina (imię)
Adelina – imię żeńskie pochodzenia germańskiego, utworzone za pomocą zdrabniającego przyrostka -ina od imienia Adela.
W Polsce rozpowszechniło się po 1500 roku, chociaż pozostaje rzadko nadawanym. W trakcie trwania XXI wieku zyskało na popularności. W 2001 roku w rejestrze PESEL miało 325 nadań, natomiast w 2024 podano 1999 zarejestrowanych kobiet.
Adelina imieniny obchodzi 2 września i 20 października. Niekiedy spotykana data 28 sierpnia w rzeczywistości dotyczy Adelindy. Jan Grzenia wymienia jeszcze daty 23 listopada i 24 grudnia, które nie wykazują jednak związku z datami wspomnień świętych i błogosławionych, które tradycyjnie dawniej służyły do wyznaczania dnia imienin (24 grudnia przypada wspomnienie św. Adeli z Pfalzel, Adelina zaś nie została tego dnia odnotowana).

## Kobiety o imieniu Adelina
- Adelina Patti – włoska śpiewaczka sopranowa
- Adelina Cojocariu – rumuńska wioślarka
- Adelina Ismaili – albańska piosenkarka i modelka
- Adelina Sotnikowa – pierwsza rosyjska złota mistrzyni olimpijska w łyżwiarstwie figurowym Soczi 2014.